# Curl (ruta)

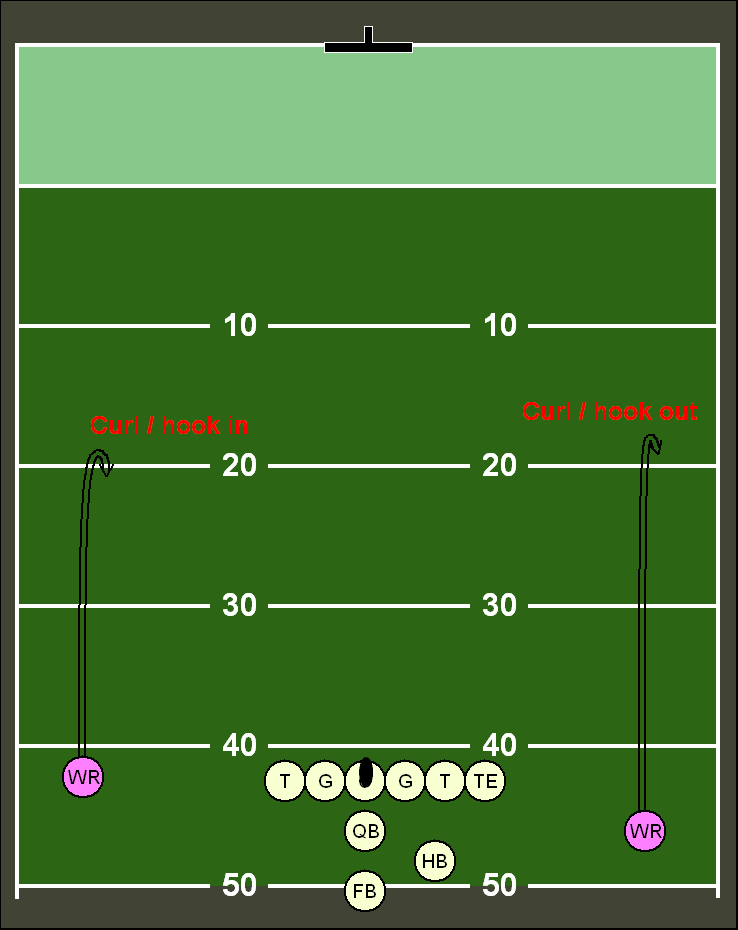
Esquema de una ruta "curl" o ruta de gancho.

Una ruta curl  (también conocida como ruta de gancho en algunos países de Latinoamérica) es un patrón seguido por un receptor en el fútbol americano, donde el receptor parece estar corriendo un patrón recto, pero después de varios pasos o yardas se detendrá y girará, buscando un pase. Esto generalmente funciona mejor cuando el cornerback o el safety siguen corriendo para cubrir la ruta recta y no se pueden detener o girar de manera rápida para defender el pase.
La ruta curl es usada frecuentemente por el esquema ofensivo West Coast, en el cual se favorecen los pases rápidos y certeros.